# Saarijärvi (sjö i Saarijärvi, Pekkanen)
Saarijärvi är en sjö i kommunen Saarijärvi i landskapet Mellersta Finland i Finland. Sjön ligger 175 meter över havet. Den är 5 meter djup. Arean är 1,25 kvadratkilometer och strandlinjen är 7,62 kilometer lång. Sjön  ingår i Kymmene älvs huvudavrinningsområde.   Den ligger omkring 63 kilometer norr om Jyväskylä och omkring 290 kilometer norr om Helsingfors. 
I sjön finns öarna Kuikkasaari, Kirrisaari, Nuottasaari, Kukkulasaari, Honkasaari och Mikonsaari. 